# 杨盛道
杨盛道（1955年—），河南太康人，汉族，中华人民共和国政治人物、第十二届全国人民代表大会河南地区代表。
毕业于中央党校哲学专业。加入中国共产党。2013年，担任全国人大代表。